# Zewnętrzne Karpaty Zachodnie

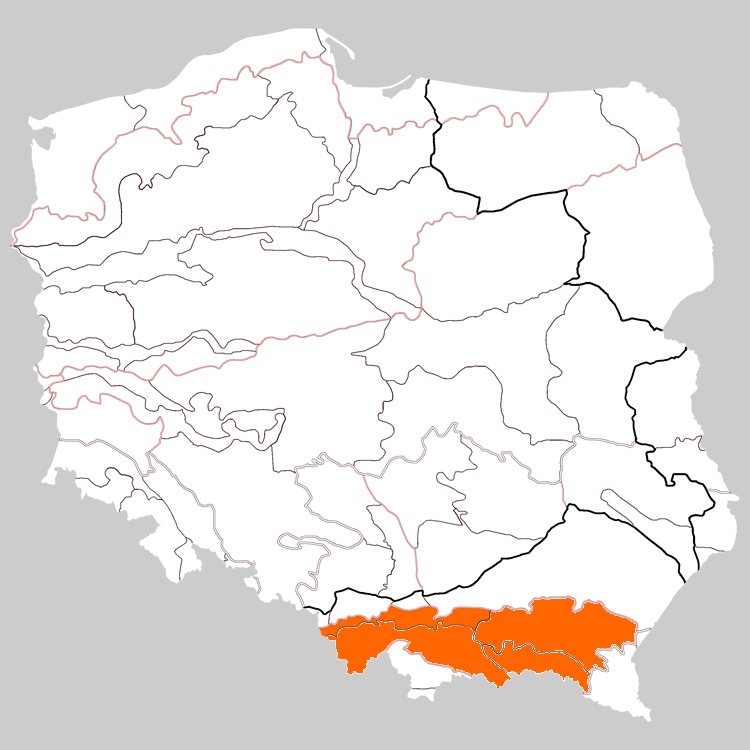
Zewnętrzne Karpaty Zachodnie, obszar w granicach Polski

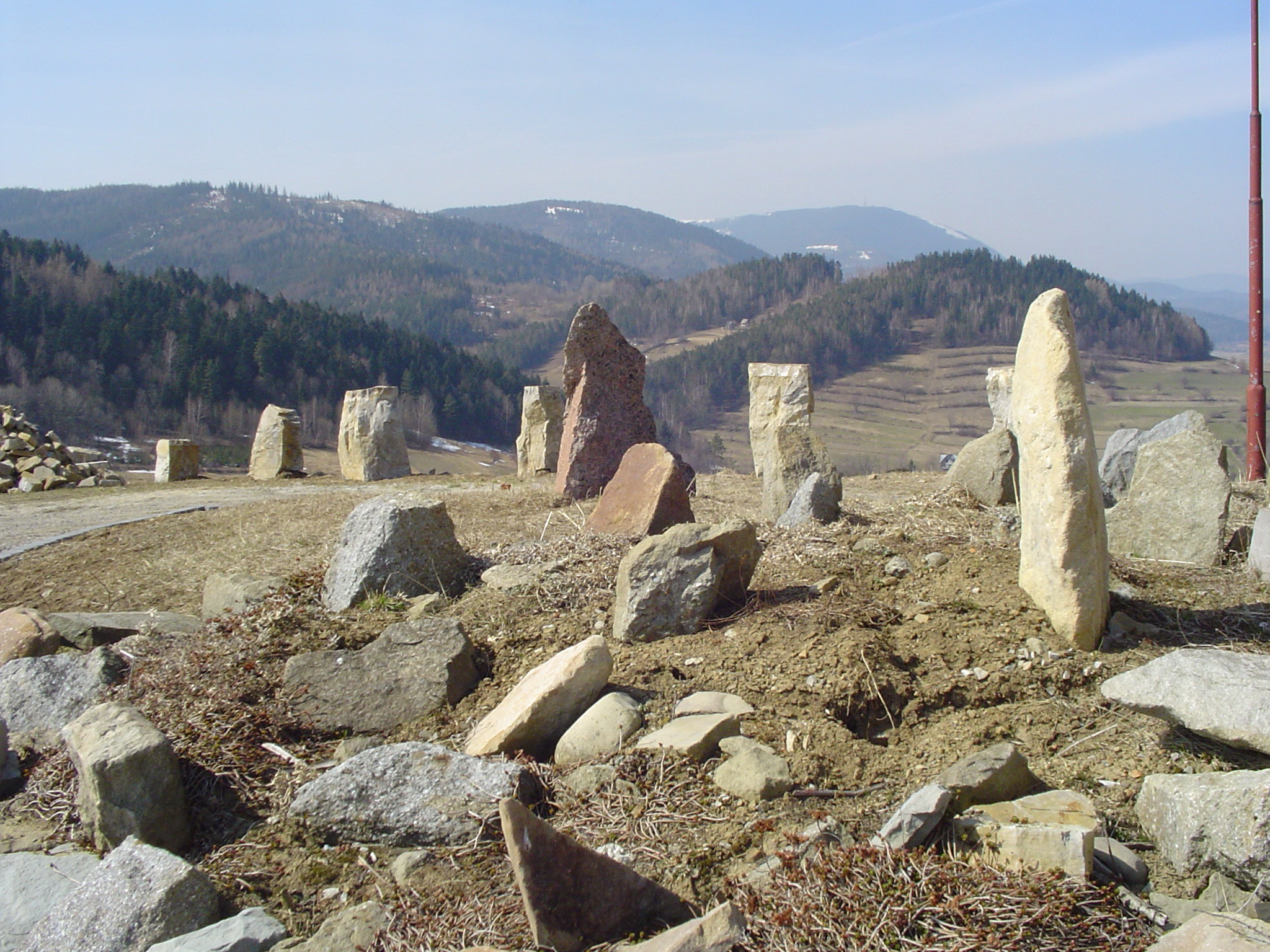
Beskid Śląski

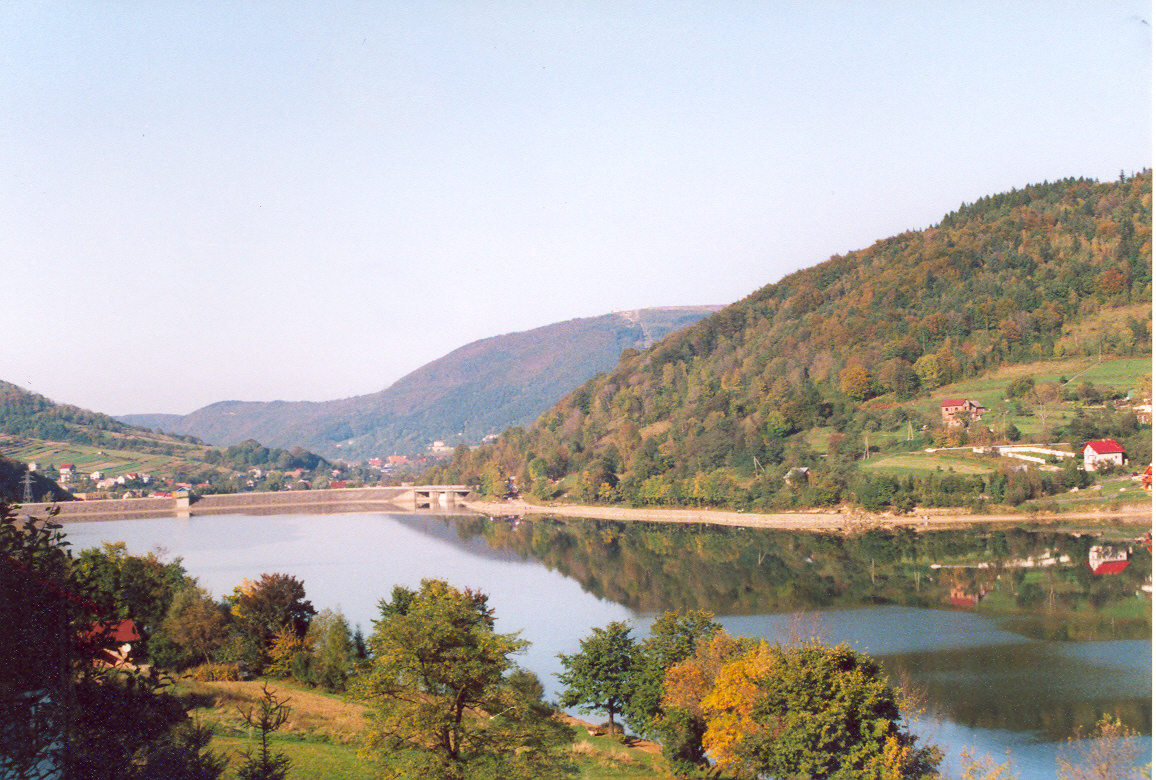
Kotlina Żywiecka

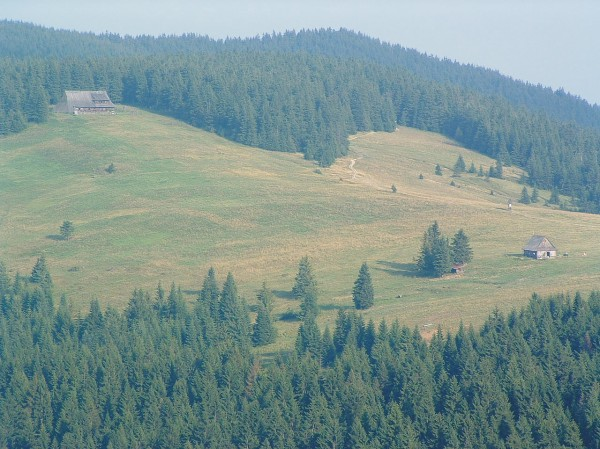
Gorce

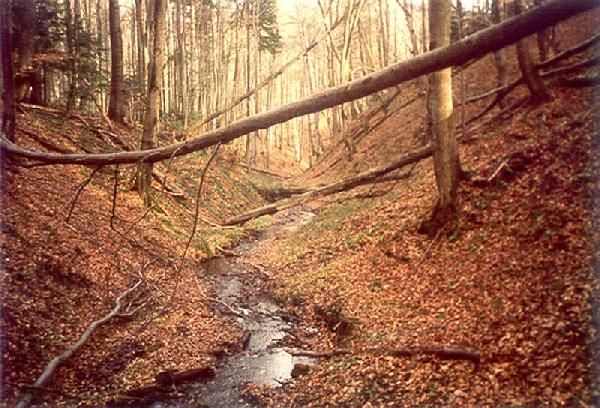
Beskid Niski

Zewnętrzne Karpaty Zachodnie (513) – zachodnia część zewnętrznego łuku Karpat fliszowych, położona na terenie Polski, Słowacji, Czech i Austrii. Najwyższym szczytem jest Babia Góra (1725 m n.p.m.) w Beskidzie Żywieckim.
Charakterystyczny dla tej części Karpat jest pas zrównanego pogórza na zewnątrz łuku, który nie występuje w Zewnętrznych Karpatach Wschodnich.
Przedłużeniem Zewnętrznych Karpat Zachodnich są Zewnętrzne Karpaty Wschodnie.
Zewnętrzne Karpaty Zachodnie dzieli się na następujące jednostki:
- 513.1 Karpaty Austriacko-Morawskie
- 513.2 Karpaty Środkowomorawskie
- 513.3 Pogórze Zachodniobeskidzkie
- 513.41–43 Karpaty Słowacko-Morawskie
- 513.44–45 Beskidy Zachodnie
- 513.6 Pogórze Środkowobeskidzkie
- 513.7 Beskidy Środkowe.